# Tuncovec
Tuncovec je naselje v Občini Rogaška Slatina.